# 箕浦駅
箕浦駅（みのうらえき）は、香川県観音寺市豊浜町箕浦にある四国旅客鉄道（JR四国）予讃線の駅。駅番号はY21。
香川県内の鉄道駅としては最西端かつ最南端に位置し、川之江駅との間で愛媛県との県境を跨ぐ。

## 歴史
- 1916年（大正5年）4月1日：鉄道院によって開設[2]。
- 1970年（昭和45年）6月1日：貨物取扱廃止[2]。
- 1971年（昭和46年）11月8日：荷物扱い廃止[4]。無人駅化[5]。
- 1977年（昭和52年）10月：駅構内にうどん店が開店[6]。
- 1984年（昭和59年）11月：駅舎を解体し、貨車を改造した待合室を設置[7]。
- 1987年（昭和62年）4月1日：国鉄分割民営化によりJR四国が承継[2]。

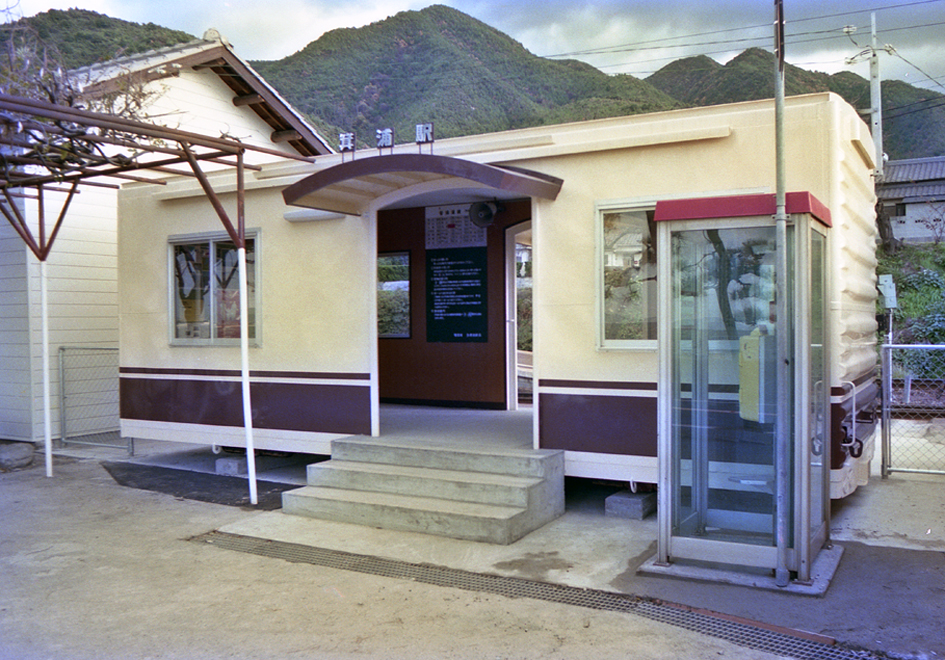
駅舎外観（1984年、駅前側から）
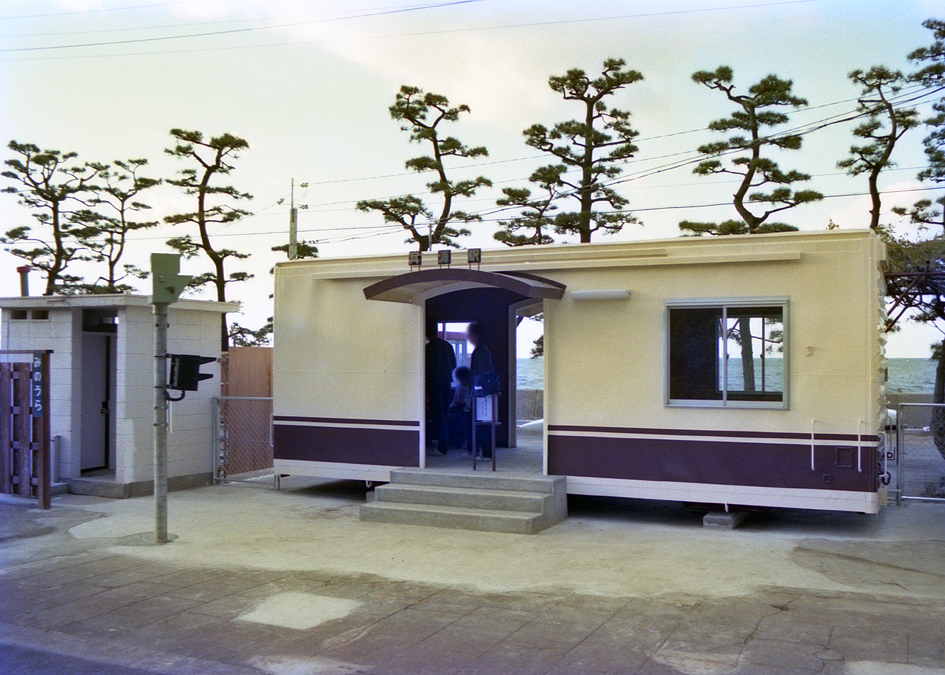
駅舎外観（1984年、ホーム側から）
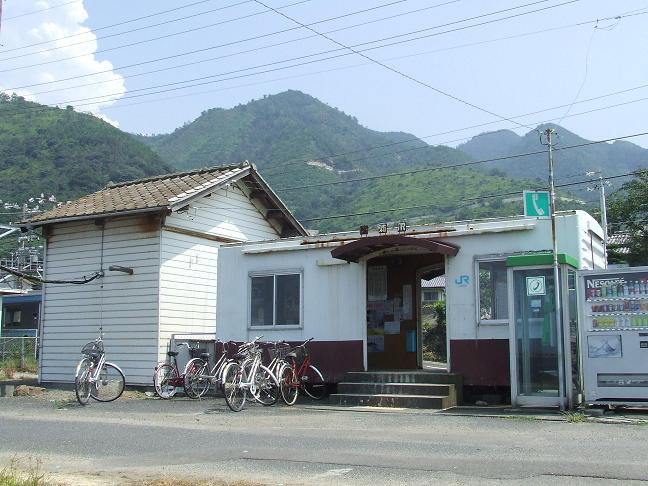
駅舎（2007年8月、外壁塗り替え前）

## 駅構造
島式ホーム1面2線を有する地上駅。線路の使用方法は1番線が上下副本線、2番線が上下本線（制限速度100km/h、一線スルー）となっている。 交換列車が無い時は列車種別に関係無く2番線に入線する。貨車を改造した駅舎を持つ無人駅であり、観音寺方面には車庫がある。
JR四国発足前後の一時期、旧型客車を改造したカフェレストラン「エイティーエイト」が併設されていた。トイレは2022年に廃止された。

### のりば
| のりば | 路線    | 方向 | 行先             |
| ------ | ------- | ---- | ---------------- |
| 1・2   | ■予讃線 | 上り | 多度津・高松方面 |
| 1・2   | ■予讃線 | 下り | 新居浜・松山方面 |

## 利用状況
1日平均の乗車人員は以下の通り。
| 乗車人員推移       | 乗車人員推移 |
| 年度               | 1日平均      |
| ------------------ | ------------ |
| 2008年（平成20年） | 22           |
| 2009年（平成21年） | 23           |
| 2010年（平成22年） | 23           |
| 2011年（平成23年） | 25           |
| 2012年（平成24年） | 17           |
| 2013年（平成25年） | 19           |
| 2014年（平成26年） | 18           |
| 2015年（平成27年） | 18           |
| 2016年（平成28年） |              |
| 2017年（平成29年） | 17           |
| 2018年（平成30年） | 17           |
| 2019年（令和元年） | 18           |
| 2020年（令和02年） | 13           |

## 駅周辺
- 国道11号
- 観音寺市のりあいバス「箕浦」停留所 - 駅から離れたところ（約700メートル）にある。

## その他
- 予讃線には起点の高松駅より当駅までトンネルが設けられていないが、当駅の西にある鳥越トンネル（愛媛県との県境でもある）を始めとする同線のトンネルは断面が小さく、パンタグラフ折畳み高さが4000mm以下でなければ通過出来ないため、JR他社の電車の大部分（マリンライナー専用JR四国5000系電車を含む）は当駅より西に入ることが出来ない[注釈 1]。

## 隣の駅
四国旅客鉄道（JR四国）
■予讃線
■快速「サンポート」・■普通
豊浜駅 (Y20) - 箕浦駅 (Y21) - 川之江駅 (Y22)